# Distancia de frenado

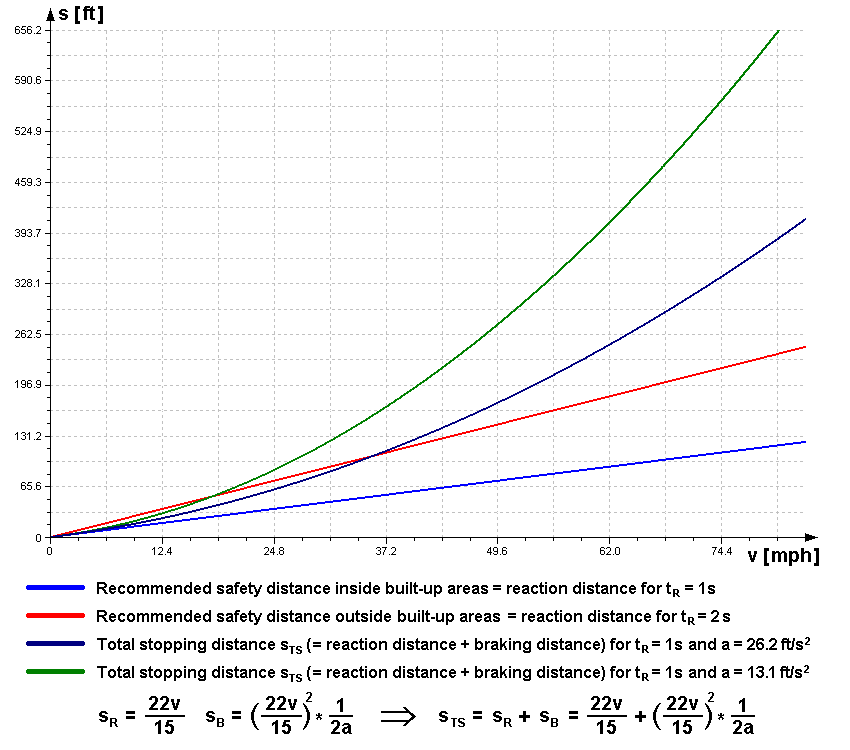
La distancia de frenado aumenta con la velocidad.

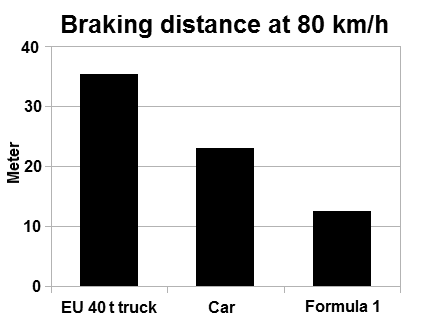
La distancia de frenado aumenta con la masa del vehículo.

La distancia de frenado es el espacio que recorre un vehículo desde el momento en el que se accionan completamente los frenos hasta que se detiene por completo. Esta distancia se ve afectada por la velocidad del vehículo, su masa, el coeficiente de fricción entre los neumáticos y la carretera y, de manera insignificante, por la resistencia a la rodadura y la resistencia del aire.
La distancia de frenado es solo uno de los componentes de la distancia total de frenado. El otro es la distancia de reacción, es decir, el espacio que recorre el vehículo en el tiempo de percepción-reacción el conductor.
La distancia de frenado no debe confundirse con la distancia visual de frenado, es decir, la distancia diseñada a la que se percibe un obstáculo en la vía y que permite el frenado total en las condiciones más resbaladizas posibles.

## Ecuaciones

### Ecuación de la energía
La distancia de frenado teórica se puede determinar con el trabajo necesario para disipar la energía cinética del vehículo.
La energía cinética E viene dada por la fórmula:
{\displaystyle E={\frac {1}{2}}mv^{2}},
donde m es la masa del vehículo y v es la velocidad al comienzo del frenado.
El trabajo W realizado al frenar viene dado por:
{\displaystyle W=\mu mgd},
donde μ es el coeficiente de fricción entre la superficie de la carretera y los neumáticos, g es la gravedad de la Tierra y d es la distancia recorrida.
La distancia de frenado (que comúnmente se mide como la longitud del derrape), dada una velocidad de conducción inicial v se encuentra igualando el trabajo a la energía W = E, de donde se deduce que:
{\displaystyle d={\frac {v^{2}}{2\mu g}}}.
La velocidad máxima dada una distancia de frenado disponible d viene dada por:
{\displaystyle v={\sqrt {2\mu gd}}}.

### Ley de Newton y ecuación del movimiento
De la segunda ley de Newton:
{\displaystyle F=ma}
Para una superficie nivelada, la fuerza de fricción resultante del coeficiente de fricción μ es:
{\displaystyle F_{frict}=-\mu mg}
Al igualar ambas se obtiene la deceleración:
{\displaystyle a=-\mu g}
Según las fórmulas para la aceleración constante la distancia de frenado d estará determinada por la velocidad inicial y final:
{\displaystyle d={\frac {v_{f}^{2}-v_{i}^{2}}{2a}}}
Estableciendo que la velocidad final es 0 ({\displaystyle v_{f}=0}) y sustituyendo la aceleración (a), se obtiene la distancia de frenado:
{\displaystyle d={\frac {-v_{i}^{2}}{2a}}={\frac {v_{i}^{2}}{2\mu g}}}

## Distancia total de frenado
La distancia total de frenado es la suma de la distancia de percepción-reacción y la distancia de frenado.
{\displaystyle D_{total}=D_{p-r}+D_{frenado}=vt_{p-r}+{\frac {v^{2}}{2\mu g}}}
Un valor medio del tiempo de reacción se suele tomar en 1,5 segundos ({\displaystyle t_{p-r}=1.5s}) y un coeficiente de fricción de 0,7 ({\displaystyle \mu =0.7}).
Este tiempo incorporaría la capacidad de reacción de la mayoría de los conductores en condiciones normales de conducción en carretera. Aunque estos valores pueden ser mayores en conductores mayores, inexpertos o bajo los efectos de las drogas.
El coeficiente de fricción, por su parte, podría ser mucho menor con superficies mojadas o heladas.